# DNS-polimeráz

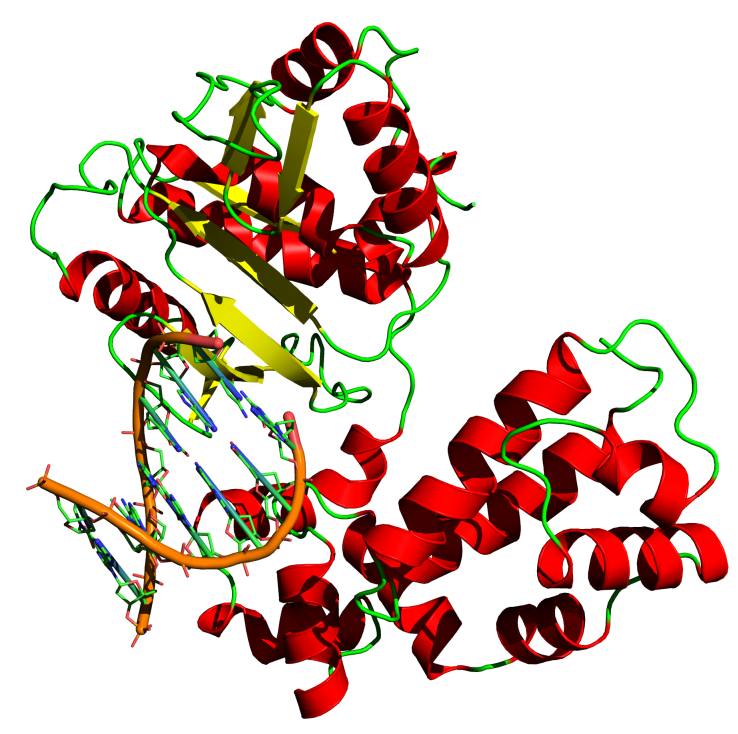
A humán DNS-polimeráz bétában lévő DNS-hez kötődő alakzatok 3D-szerkezete (készült a 7ICG jelű PDB fájl alapján)

A DNS-polimerázok (EC 2.7.7.7) a nukleozid-trifoszfátokból, a DNS prekurzoraiból történő dezoxiribonukleinsav-szintézist katalizáló enzimcsalád. Ezek az enzimek fontosak a DNS-replikációhoz, és általában csoportban működnek, hogy két azonos DNS-duplexet hozzon létre egy eredeti DNS-duplexből. E folyamat során a DNS-polimeráz „elolvassa” a meglévő DNS-szálakat, hogy a meglévőkkel egyező új szálakat hozzon létre.
Ezek az enzimek a 
dezoxiribonukleozid-trifoszfát + n lánchosszú DNS → pirofoszfát + n+1 lánchosszú DNS
kémiai reakciót katalizálják. A DNS-polimerázok a DNS-szál 3’-végéhez adják egyesével a nukleotidokat. Minden alkalommal, mikor egy sejt osztódik,  DNS-polimerázra van szükség a sejt DNS-ének megkettőzéséhez, hogy az eredeti DNS másolata átöröklődjék mindkét leánysejthez. Így öröklődik a genetikai információ generációról generációra.
A replikáció előtt a helikáz kilazítja a DNS-t szorosan kapcsolt alakjából a nukleobázisok közti hidrogénkötések felszakításával. Ez a kettős szálú DNS-t két DNS-szállá nyitja fel, amik így a fenti reakcióban templátként felhasználhatókká válnak.

## Története
1956-ban Arthur Kornberg és munkatársai felfedezték az Escherichia coliban a DNS-polimeráz I-et (Pol I). A DNS-replikációs folyamatot úgy írták le, ahol a DNS-polimeráz egy DNS-templátszál bázisszekvenciáját másolja le. Kornbergnek 1959-ben odaítélték az orvostudományi Nobel-díjat ezért a munkáért. A DNS-polimeráz II-t Thomas Kornberg (Arthur Kornberg fia) és Malcolm E. Gefter fedezték fel 1970-ben a Pol I E. coli DNS-replikációs szerepében játszott szerepének kutatása közben. 3 további DNS-polimerázt találtak az E. coliban: az 1970-es években felfedezett DNS-polimeráz III-at, a DNS-polimeráz IV-et és az 1999-ben felfedezett DNS-polimeráz V-öt.

## Funkció

DNS-polimeráz mozog a régi szálon a 3’-vég felől az 5’-vég felé, új szálat hozva létre az 5’-vég felől a 3’-vég felé.

DNS-polimeráz ellenőrző képességgel

A DNS-polimeráz fő funkciója, hogy DNS-t hozzon létre annak alkotóelemeiből, a dezoxiribonukleotidokból. Ezzel szemben az RNS-polimerázok az RNS-t RNS-ből vagy DNS-ből származó ribonukleotidokból szintetizálják. A DNS-másolatok a nukleotidok az eredeti DNS-molekula szálain lévő bázisokhoz való párosításával jönnek létre. Ez a párosítás mindig azonos kombinációkkal jön létre: a citozin a guaninnal, a timin az adeninnel párosítható, két elkülönülő párt alkotva.
Új DNS szintézise közben a DNS-polimeráz csak az új szál 3’ végéhez adhat szabad nukleotidokat, ennek következménye az új szálnak az 5’-vég felől a 3’-vég felé történő elongációja.
Fontos megjegyezni, hogy az újonnan létrejövő szál iránya ellentétes azon iránnyal, amerre a DNS-polimeráz megy a meglévő szálon. Mivel a DNS-polimeráznak szabad 3’-OH-csoportra van szüksége a szintézis elindításához, csak egy irányba tud szintetizálni a meglévő nukleotidlánc 3’-végének meghosszabbításával. Ezért a DNS-polimeráz a meglévő szálon a 3’ vég felől az 5’ vég felé halad, és a leányszál az 5’ vég felől a 3’ vég felé jön létre. Ez a különbség teszi lehetővé, hogy a létrejövő kétszálú DNS két egymással ellentétes irányú szálból álljon.
A DNS-polimeráz működése nem teljesen tökéletes: az enzim mintegy egymilliárd másolt bázispáronként egyszer hibázik. Néhány DNS-polimeráz képes az újonnan létrehozott DNS hibáit kijavítani. Hibás bázispár észlelésekor a DNS-polimeráz egy bázispárral visszamegy. Az enzim 3’–5’ exonukleázaktivitása lehetővé teszi a bázis eltávolítását a hibás bázispárból. Ezután a polimeráz újra elhelyezheti a helyes bázist, és a replikáció folytatódhat tovább. Ez megőrzi a leánysejteknek továbbadandó eredeti DNS-szál integritását.
A hitelesség nagyon fontos a DNS-replikációban. A DNS-bázispárok hibái nem megfelelően működő fehérjékhez vagy rákhoz vezethetnek. Számos DNS-polimeráz tartalmaz exonukleázdomént, ami a bázispárok hibáinak észlelésében és a hibás nukleotid eltávolításában játszik szerepet, hogy az kicserélődjön a helyesre. A Watson–Crick-bázispárt jellemző alakzat és a kölcsönhatások járulnak hozzá elsősorban az észleléshez vagy a hibához. A hidrogénkötések a bázispárok kialakulásában és kölcsönhatásában fontos szerepet játszanak. A nem megfelelő bázis esetén megszűnő kölcsönhatás eltolja a templát kötésének egyensúlyát a polimerázról az exonukleázdoménre, továbbá egy nem megfelelő nukleotid beépítése a DNS-polimerizációban késést okoz. Ez a késés időt ad a DNS-nek, hogy a polimerázról az exonukleázra váltson. A különböző hibák különböző konformációs változások és kölcsönhatásvesztés okai. Egy purin:pirimidin hiba esetén a pirimidin eltolódik a nagy, a purin a kis nyílás felé. A DNS-polimeráz kötőhelyének alakjából eredően a sztérikus hatások a purin és a kis nyílásban lévő származékok közt alakulnak ki, és fontos van der Waals- és elektrosztatikus kölcsönhatások vesznek el a pirimidin által. A pirimidin:pirimidin és a purin:purin hibák kevésbé észlelhető változásokat eredményeznek, mert a bázisok a nagy nyílás felé tolódnak el, és kevesebb sztérikus gát tapasztalható. De míg a különböző hibák különböző sztérikus tulajdonságokat eredményeznek, a DNS-polimeráz képes egységesen észlelni és megkülönböztetni őket, és fenntartani a DNS-replikáció hitelességét. A DNS-polimerizáció fontos számos mutagenezis-folyamathoz, és gyakran használják a biotechnológiában.

### Szerkezet
Az ismert DNS-polimerázok szerkezete nem túl változatos, vagyis a katalitikus alegységek fajonként nagyon kevéssé térnek el, függetlenül a doménszerkezettől. A megőrzött struktúrák általában a sejt fontos, megváltoztathatatlan funkcióit jelzik, karbantartásuk evolúciós előnyöket jelent. A középső domén funkciója a foszforilcsoportok transzferének katalízise a foszforiltranszfer-reakcióban. A DNS a középső doménhez kapcsolódik, mikor az enzim aktív. E reakcióról úgy gondolják, hogy egy két fémionos mechanizmus katalizálja. Az egyik szélső domén a nukleozid-trifoszfátokat a templát nukleobázisához kapcsolja, a másik a DNS elhelyezkedésében, áthelyezésében és működésében játszhat szerepet.

### Működés
A DNS-polimeráz gyors katalízisét a működése okozza. A processzivitás a polimerszubsztrátú enzimek egyik jellemzője. A DNS-polimeráz esetén a processzivitás foka a templáthoz való kötődéskor hozzáadott nukleotidok átlagos számára utal. Az átlagos DNS-polimeráznak egy másodperc kell megtalálni és kötődni a primer-templát kapcsolathoz. Amint kapcsolódott, egy nem processzív DNS-polimeráz másodpercenként egy nukleotidot ad hozzá.:207–208 A processzív DNS-polimerázok viszont másodpercenként több nukleotidot adnak hozzá, jelentősen megnövelve a DNS-szintézis sebességét. A processzivitás foka a DNS-szintézis rátájával arányos. A DNS-szintézis rátáját élő sejtben először egy T4 fág DNS-elongációs rátájaként határozták meg a fággal fertőzött E. coliban. 37 °C-on az exponenciális DNS-mennyiségnövekedés ideje alatt a ráta 749 nukleotid volt másodpercenként.
A DNS-polimeráz DNS-templáton való mozgásra való képessége lehetővé teszi a megnövekedett processzivitást. Jelentős processzivitásnövekedés van a replikációs villánál. Ezt a növekedést a DNS-polimeráz fehérjékkel való asszociációja segíti elő. Az asszociátumok többfehérjés, gyűrű alakú alegységek. Az ATP hidrolízisét felhasználva a csúszó asszociátumot betöltő fehérjék megnyitják az asszociátumok gyűrűs szerkezetét, ami lehetővé teszi a DNS-szálhoz való kötődést és a tőle való eloldást. Az asszociátummal való fehérje-fehérje kölcsönhatás megakadályozza a DNS-polimeráz diffúzióját a DNS-templáttól, így biztosítva, hogy az enzim egyazon primer-templát kapcsolathoz kötődik, és folytatja a replikációt.:207–208 A DNS-polimeráz konformációt vált, megnövelve az asszociátumhoz való affinitást, mikor vele van asszociálva, és csökkentve az affinitást, mikor egy DNS-szakasz replikációjával kész, hogy az asszociátumtól eloldja.
Szekvenciahomológia alapján a DNS-polimerázokat hét különböző családba osztják: A, B, C, D, X, Y és RT.
Néhány vírus különleges DNS-polimerázokat is kódol, mint amilyen a Hepatitis B vírus DNS-polimeráz. Ezek szelektíven replikálhatják a vírus-DNS-t különböző mechanizmusok által. A retrovírusok a reverz transzkriptázzal, egy RNS-dependens DNS-polimerázzal sokszorozzák DNS-üket, ami azt jelenti, hogy a DNS-t RNS-templátból polimerizálják.
| Család | DNS-polimeráz-típusok            | Taxonok                             | Példák                                                                 | Jellemzők                                                                      |
| ------ | -------------------------------- | ----------------------------------- | ---------------------------------------------------------------------- | ------------------------------------------------------------------------------ |
| A      | replikatív és javító polimerázok | eukarióta és prokarióta             | T7 DNS-polimeráz, Pol I, Pol γ, θ és ν                                 | két exonukleázdomén (3’-5’ és 5’-3’)                                           |
| B      | replikatív és javító polimerázok | eukarióta és prokarióta             | Pol II, Pol B, Pol ζ, Pol α, δ és ε                                    | 3’-5’ exonukleáz (javító funkció); a virálisak fehérjeprimert használnak       |
| C      | replikatív polimerázok           | prokarióta                          | Pol III                                                                | 3’-5’ exonukleáz (javító funkció)                                              |
| D      | replikatív polimerázok           | Euryarchaeota                       | PolD (DP1/DP2 heterodimer)                                             | Nincs kézszerű képlet; RNS-polimeráz-szerű; 3’-5’-exonukleáz (javító funkció)  |
| X      | replikatív és javító polimerázok | eukarióta                           | Pol β, Pol σ, Pol λ, Pol μ és terminális dezoxinukleotidil-transzferáz | opcionális templát; 5’-foszfatáz (csak a Pol β esetén); gyenge kézszerű képlet |
| Y      | replikatív és javító polimerázok | eukarióta és prokarióta             | Pol ι, Pol κ, Pol η, Pol IV és Pol V                                   | transzléziós szintézis                                                         |
| RT     | replikatív és javító polimerázok | vírusok, retrovírusok és eukarióták | telomeráz, Hepatitis B-vírus                                           | RNS-dependens                                                                  |

### Prokarióta polimerázok
A prokarióta polimerázoknak két fajtájuk van: a magpolimeráz és a holoenzim. A magpolimeráz a DNS-t a templátból szintetizálja, de nem képes egyedül vagy pontosan elindítani a szintézist. A holoenzim pontosan képes elindítani a szintézist.

#### Pol I
Az A családba tartozó polimerázok közé tartozik a DNS-polimeráz I (Pol I) enzim, amit a polA gén kódol, és gyakori a prokarióták közt. Ez a javító polimeráz a báziskivágásos javításban vesz részt, mind 3’–5’, mind 5’–3’ exonukleáz-aktivitással, és a szálszintézis során keletkező Okazaki-fragmentumok feldolgozásával. A Pol I a leggyakoribb polimeráz, az E. coliban a polimerázaktivitás több mint 95%-át adja, mégis ismertek Pol I nélküli sejtek, tehát feltételezhető, hogy a Pol I funkcióit pótolhatja a másik négy polimeráz. A Pol I 15-20 nukleotidot ad a primerhez másodpercenként, ami alacsony processzivitást jelent. Viszont a Pol I a nukleotidokat az RNS primer:templát kapcsolathoz adja, aminek a neve replikációs origó. Körülbelül 400 bázispárral az origó alatt létrejön a Pol III holoenzim, és nagy sebességgel folytatja a replikációt.
A Taq polimeráz ennek a családnak egy hőálló tagja, ami nem képes hibajavításra.

#### Pol II
A DNS-polimeráz II a B családba tartozó polimeráz, amit a polB gén kódol. A Pol II 3’-5’-exonukleáz-aktivitással rendelkezik, a DNS-javításban, a replikáció újraindításában játszik szerepet a sérülések elkerülésére. Jelenléte a sejtben megnőhet sejtenként 30-50 másolatról 200-300-ra SOS-indukció esetén. A Pol II feltételezések szerint a Pol III helyettesítője, mert holoenzim-fehérjékre képes hatni, és magas a processzivitása. A Pol II fő szerepe feltehetően a polimerázaktivitás replikációs villa felé történő irányítása és a megakadt Pol III nem megfelelő terminális párosításainak átlépésének segítése.
A Pfu DNS-polimeráz e család egy hőálló tagja, ami a Pyrococcus furiosus archeában található meg. A részletes osztályozás az archeákban található B családot B1-re, B2-re és B3-ra osztja, ahol a B2 pszeudoenzimek csoportja. A Pfu a B3 család tagja. Az archeákban található további PolB-k a „kaszpozonok” (Cas1-dependens transzpozonok) részei. Néhány vírus és mitokondriális plazmid szintén polB-t hordoz.

#### Pol III
A DNS-polimeráz III holoenzim a DNS-replikációban résztvevő elsődleges enzim az E. coliban, és a polimerázok C családjába tartozik. Három részből áll: a Pol III-magból, a béta-DNS-kapocs-processzivitási faktorból és a kapocskomplexből. A mag három alegységből áll: az α-alegység a polimerázaktivitási központ, az ɛ-alegység az exonukleolitikus ellenőrző, a θ-alegység az ɛ stabilizátora. Magonként egy béta-kapocs-processzivitási faktor a duplikátumokban is megtalálható, hogy a DNS-t körülvevő kapcsot hozzon létre, ami lehetővé teszi a magas processzivitást. A harmadik rész egy hét alegységes (τ2γδδ′χψ) komplex.
A régi könyvekben lévő „harsonamodell” a mmagenzim replikációs villánként két (szálanként egy) megfelelőjével rendelkező elongációs komplexet ír le, De az egymolekula-tanulmányok tanúsága szerint a magenzimnek átlagosan három sztöchiometriai megfelelője van minden replikációs villánál mind a Pol III-nél, mind annak B. subtilis-megfelelőjénél, a PolC-nél. A sejten belüli fluoreszcenciamikroszkópia alapján a vezetőszál-szintézis nem teljesen folytonos, és a Pol III* (azaz az α, ε, τ, δ és χ holoenzim-alegységek a β2 kapocsegység nélkül) gyakran válnak külön az aktív replikációs villáktól. E tanulmányokban a replikációsvilla-megfordulási arány mintegy 10 s volt a Pol III*-nál, 47 s a β2 kapocsnál, illetve mintegy 15 perc a DnaB helikáznál. Eszerint a DnaB helikáz a replikációs villákhoz asszociált marad, és a holoenzim nukleációs pontjaként szolgál. In vitro egymolekula-tanulmányok szerint a Pol III* többlet esetén gyakran vált replikációs villát, de stabil asszociátumot képez a replikációs villákkal, ha kevés van belőle. Egy másik egymolekulás tanulmány szerint a DnaB helikáz aktivitása és a szálelongáció sztochasztikusan is végbemehet.

#### Pol IV
Az E. coliban a DNS-polimeráz IV (Pol IV) egy hibákra képes DNS-polimeráz, ami a nem célzott mutagenezisben vesz részt. A Pol IV a polimerázok Y családjába tartozik, és a dinB gén kódolja, amit a replikációs villánál megakadt polimerázok okozta SOS-indukció kapcsol be. A SOS-indukció alatt a Pol IV-termelés tízszeresére növekszik, és az egyik funkciója ezalatt a Pol III holoenzimmel való interferencia. Ez ellenőrzőpontot hoz létre, leállítja a replikációt, és lehetővé teszi a DNS sérüléseinek a megfelelő módon történő kijavítását. A Pol IV másik funkciója a transzléziós szintézis végrehajtása a replikációs villánál, mint például hogy N2-dezoxiguanin adduktumokon gyorsabban halad át, mint a nem sérült DNS-en. A dinB gént nem tartalmazó sejtekben nagyobb valószínűséggel fordul elő mutagén anyagok miatt mutagenezis.

#### Pol V
A DNS-polimeráz V (Pol V) egy, az Y családba tartozó DNS-polimeráz, ami a SOS-válaszban és a transzléziós szintézisben vesz részt. A Pol V umuDC gének általi transzkripciója erősen szabályozott: csak akkor termel Pol V-öt, ha sérült DNS van a sejtben, ami SOS-választ hoz létre. A leállt polimerázok miatt a RecA az ssDNS-hez kötődik, ezért a LexA fehérje lebomlik. A LexA elveszti az umuDC operon transzkripciójának elfojtását. Ugyanez a RecA–ssDNS nukleoprotein az UmuD fehérjét poszttranszlacionálisan UmuD’ fehérjévé alakítja. Az UmuD és az UmuD’ heterodimert alkotnak, ami aktiválja az umuC polimerázkatalizátort a sérült DNS-en. A leállt replikációs villák esetén az E. coliban végbemenő Pol III–Pol IV-polimerázváltásokra „futószalagmodellt” feltételeznek, ahol a β-kapocshoz mindkét polimeráz egyidejűleg kötődik. Azonban még nem mutatták ki egynél több TLS-polimeráz egymás utáni működését egy lézió áthidalására. Ezenkívül a Pol IV mind az inzertációt, mind a bővítést magas hatékonysággal tudja katalizálni, míg a Pol V-t a legfőbb SOS TLS-polimeráznak gondolják. Egy példa erre a szálon belüli guanin–timin keresztkötés, ahol a két polimeráz mutációs jeleiben lévő különbsége alapján megmutatták, hogy a Pol IV és a Pol V verseng a szálon belüli keresztkötésének TLS-éért.

#### D család
1998-ban felfedezték a DNS-polimerázok D családját a Pyrococcus furiosusban és a Methanococcus jannaschiiban. A PolD komplex egy kétláncos heterodimer, amiket a DP1 (kis hibajavító szerkezet) és a DP2 (nagy katalitikus mag) kódol. A többi DNS-polimerázzal ellentétben a DP2 katalitikus mag szerkezete és mechanizmusa hasonlít a több alegységből álló RNS-polimerázokéhoz. A DP1-DP2 határfelület hasonlít az eukarióta B osztályú polimeráz cinktartalmú egységére és annak a kis alegységére. Egy Mre11-szerű exonukleáz, a DP1 valószínűleg a DNS-polimeráz α és ε 2-es alegységének a prekurzora, ami lehetővé tesz az eukariótákban meg nem lévő hibajavító képességeket. Az N-terminális HSH domén szerkezete hasonlít az AAA-fehérjékre, legfőképp a Pol III δ-alegységére és az RuvB-re. A DP2-ben II. osztályú KH domén van. A Pyrococcus abyssi polD-je jobban ellenáll a hőre, és pontosabb a Taq polimeráznál, de nincs még kereskedelmi forgalomban. Feltételezések szerint a D családbeli DNS-polimerázok voltak az elsők, amik az élőlényekben kifejlődtek, és hogy az utolsó univerzális közös ős (LUCA) replikatív polimeráza a D családba tartozott.

### Eukarióta DNS-polimerázok

#### β-, λ-, σ-, μ- (béta, lambda, szigma, mű) és TdT-polimerázok
Az X-családba tartozó polimerázok közé tartozik az ismert eukarióta polimeráz, a Pol β (béta), akárcsak a többi eukarióta polimeráz, mint a Pol σ (szigma), Pol λ (lambda), Pol μ (mű) és a terminális dezoxinukleotidil-transzferáz (TdT). A polimerázok X-családja általában gerincesekben található meg, de némely tagja növényekben és gombákban is megtalálható. E polimerázok erősen megőrzött régiókkal rendelkeznek, amikben két hélix-hajtű-hélix elrendeződés van, amik fontosak a DNS–DNS-polimeráz-kölcsönhatásokban. Egy ilyen a DNS-sel annak 3’-vége felé reagáló 8 kDa-os doménben található, és egy ilyen található a primerrel kölcsönható doménben is. A POLB gén kódolta Pol β szükséges a báziskivágó javításhoz, ami az alkilezett vagy oxidált bázisok, valamint a bázismentes területek javításához szükséges DNS-javítási mód. A rendre a POLL és a POLM által kódolt Pol λ és a Pol μ a nem homológ végcsatlakoztatásban játszanak szerepet, ami a DNS kettős szálának rendre a hidrogén-peroxid és az ionizáló sugárzás miatti szakadásait javítja ki. A TdT csak a limfoid szövetben fejeződik ki, és „n-nukleotidokat” ad a kettős szál V(D)J rekombináció során keletkezett szakadásaihoz, hogy az immunológiai diverzitást elősegítse.

#### α-, δ- és ε- (alfa, delta és epszilon) polimerázok
A Pol α, Pol δ és a Pol ε a B-család tagjai, és a fő polimerázok, melyek a magi DNS-replikációban részt vesznek. A Pol α-komplex (Pol α-DNS-primáz-komplex) négy alegységből áll: a katalitikus POLA1 alegységből, a szabályozó POLA2-ből, a PRIM1-ből és a PRIM2-ből, amik rendre a kis és a nagy primáz-alegységek. Amint a primáz elkészítette az RNS-primert, a Pol α elkezdi a replikációt a primer kb. 20 nukleotiddal való elongációjával. Magas processzivitása miatt a Pol δ átveszi a szálszintézist a Pol α-tól.:218–219 A Pol δ-t a katalitikus alegységet létrehozó POLD1 gén és a többi, a PCNA-val, egy, a Pol δ processzivitását lehetővé tevő DNS-kapoccsal kölcsönható alegységet kódoló POLD2, POLD3 és POLD4 kódolják. A Pol ε-t a POLE1, POLE2 és POLE3 gének kódolják. A Pol ε funkciója feltehetően a vezető szál meghosszabbítása a replikáció közben, míg a Pol δ a másik szálat replikálja, viszont újabb kutatások szerint a Pol δ szerepet játszhat a DNS vezető szálának replikációjában is. A Pol ε C-terminális „polimeráz” régiója, noha a polimerázaktivitáshoz nem szükséges, feltételezések szerint a sejt életben maradásához igen. A C-terminális régió feltételezések szerint az anafázisba lépés előtt ellenőrzőpontot hoz létre, biztosítja a holoenzim stabilitását, és a replikáció elindításához fehérjéket ad a holoenzimhez. A Pol ε-nak nagyobb „tenyér” doménje van, ami a PCNA-tól függetlenül biztosítja a magas processzivitást.
A hibajavításért felelős DEDD exonukleáz-család inaktív a Pol α-ban. A Pol ε egyedi jellemzője, hogy két cinktartalmú ujjdoménje és egy másik B családbeli polimeráz inaktív változata van benne jelen C-terminálisan. A cinktartalmú ujj jelenléte az eukarióták eredetének meghatározásában játszik szerepet, amit ez esetben az Asgard csoportba sorolnak az archeák B3 polimerázával együtt.

#### η-, ι- és κ- (éta, ióta, és kappa) polimerázok
A Pol η (éta), Pol ι (ióta) és a Pol κ (kappa) a DNS-polimerázok Y családjába tartoznak, és a transzlációs szintézissel történő DNS-javításban vesznek részt. Rendre a POLH, POLI és POLK gének kódolják Az Y család tagjainak öt közös jellemzőjük van, amik segítenek a szubsztrát és a primer végének összekötésében, és mindegyiken jelen van a jobb kéz ujjaira és tenyerére hasonlító domének, további doménekkel egyetemben, mint például a polimeráz-asszociált domén (PAD) vagy a csukló. Viszont az aktív hely különbözik a család tagjai között, mert más léziókat javítanak. Az Y család polimerázai alacsony hitelességű polimerázok, de bebizonyult, hogy több a hasznuk, mint a káruk, mert a polimerázt érintő mutációk különböző betegségeket okozhatnak, például bőrrákot és xeroderma pigmentosumot. E polimerázok fontosságát jelzi, hogy a DNS-polimeráz η génjét XPV-nek nevezik, mert e gén elvesztése okozza a xeroderma pigmentosumot. A Pol η különösen fontos az ultraibolya sugárzás okozta DNS-károsodást követő transzléziós szintézist. A Pol κ funkciója nem teljesen ismert, de a kutatók találtak két valószínű funkciót. A Pol κ feltehetően bővítő vagy a DNS-lézióknál bázisbeillesztő. A három transzléziósszintézis-irányító polimeráz és a Rev1 a leállt replikációs DNS-polimerázok révén kerül a károsodott DNS-léziókra. A sérülés javításának két útvonala van, ami a kutatókat arra a következtetésre juttatta, hogy a választott útvonal a károsodott száltól függ.

#### Rev1- és ζ- (zéta) polimerázok
A Pol ζ, a B-család egy másik polimeráza, két alegységből áll: a Rev3-ból, a katalitikus alegységből és a Rev7-ből (MAD2L2), ami a polimeráz katalízisét növeli, és a transzléziós szintézisben játszik szerepet. A Pol ζ-nak nincs 3’–5’-exonukleáz-aktivitása, és különlegességét az adja, hogy a primereket meg tudja hosszabbítani a terminális hibákkal. A Rev1-nek három érdekes régiója van: a BRCT-tartomány, az ubikvitinkötő tartomány és a C-terminális tartomány, és dCMP-transzferáz-képességgel rendelkezik, ami képes a dezoxicitidinnel szembeni léziókhoz is tud hozzátenni nukleotidokat, amik megállítanák a Pol δ-t és a Pol ε-t. Ezek a megakadó polimerázok aktiválják az ubikvitinkomplexeket, amik disszociálják a replikációs polimerázokat, és a Pol ζ-t és a Rev1-et asszociálják. A Pol ζ és a  Rev1 hozzáteszik a dezoxicitidint és a Pol ζ a lézión túl megy. Egy ismeretlen folyamat szerint a Pol ζ disszociál, a replikációs polimerázok újra asszociálnak, és folytatják a replikációt. A Pol ζ és a Rev1 nem szükségesek a replikációhoz, de a REV3 gén elvesztése az élesztőben a DNS-t károsító ágensekre való megnövekedett érzékenységhez vezethet a replikációs villák összeomlása miatt, ahol a replikációs polimerázok megakadtak.

#### Telomeráz
A telomeráz ribonukleoprotein, ami a lineáris kromoszómák végeit, a telomereket replikálja, amire a normál DNS-polimeráz nem képes. A kettős szálú kromoszóma egyszálú 3’-vége az 5’-TTAGGG-3’ sorozattal indítja el a telomerázt. A telomeráz a többi DNS-polimerázhoz hasonlóan hat, de a többi DNS-polimeráztól eltérően nem igényel templátot. A TERT alegység, a reverz transzkriptázok egyike, az RNS-alegységet használja fel a primer-templát kapcsolat kialakításához, ami lehetővé teszi a telomeráz számára a kromoszómavégek 3’-végeinek elongációját. A telomerek az élet folyamán tartó folyamatos csökkenését az öregedés hatásaival hozzák összefüggésbe.

#### γ-, θ- és ν- (gamma, théta és nű) polimerázok
A Pol γ (gamma), Pol θ (théta) és a Pol ν (nű) a polimerázok A családjának tagjai. A POLG gén által kódolt Pol γ-t sokáig az egyetlen mitokondriális polimeráznak gondolták, 2014-es és 2017-es vizsgálatok szerint viszont az X családba tartozó Pol β is megtalálható a mitokondriumokban. Bármilyen, korlátozott működésű vagy működésképtelen Pol γ-hoz vezető mutáció jelentős hatással van a mtDNS-re és az öröklött autoszomális mitokondriális rendellenességekre. A Pol γ C-terminális polimerázdomént, N-terminális 3’–5’ exonukleázdomént, járulékos alegységet és az ezeket összekapcsoló régiót tartalmazza. A járulékos alegység kötődik a DNS-hez, és a Pol γ működéséhez szükséges. Az összekapcsoló régióban lévő A467T pontmutáció az összes Pol γ-val összefüggésbe hozható mitokondriális rendellenesség több mint egyharmadával hozható összefüggésbe. Míg a Pol θ számos, a POLQ gén által kódolt homológja megtalálható eukariótákban, funkciója nem tisztázott. A C-terminális aminosav-szekvencia alapján az A családba tartozik a Pol θ, de a hibaaránya jobban hasonlít az Y családéira. A Pol θ a nem megfelelően párosított primerterminusokat hosszabbítja, és nukleotid hozzáadásával tud átugorni bázismentes helyeket. Ezenkívül dezoxiribonukleofoszfodiészterázként működhet a polimerázdoménben és ssDNS közelében ATPázként is működhet. A DNS-polimeráz théta képes átírni az RNS-t DNS-re.
A Pol ν-t (nű) tekintik a legkevésbé hatékony polimeráznak, azonban szerepet játszik a homológiaalapú javításban a keresztkötésre való sejtválaszok során, amely szerepet a helikázzal alkotott komplexben tölt be.
A növények két A-családbeli polimerázt használnak a mitokondriális és a plasztiszgenomok másolására. Ezek inkább hasonlítanak a baktériumok Pol I-ére, mint az emlősök Pol γ-jára.

#### Reverz transzkriptáz
A retrovírusok (mint például a HIV) egy RNS-dependens DNS-polimerázt (RdDp), a reverz transzkriptázt kódolják, ami DNS-t szintetizál RNS-templátból. A reverztranszkriptáz-családban vannak DNS-polimerázok és az RNS-t DNS-sé lebontó RNáz H-k.
A reverz transzkriptázt az RNS kutatási célú felerősítésére is használják. RNS-templát használatával a PCR is használhat reverz transzkriptázt DNS-templát készítésével. Ez a DNS-templát pedig felhasználható PCR-erősítésre. Egy ilyen kísérlet tehát RNS-ből felerősített PCR-eredményeket ad.
Minden HIV retrovírus-részecske két RNS-genomot tartalmaz, de fertőzés után minden vírus csak egy provírust hoz létre. Fertőzés után a reverz transzkripció mellett a két genom közt templátcsere (másolásválasztás-rekombináció) is történik. 5–14 rekombináció történik genomonként minden replikációs ciklus során. A templátcsere (rekombináció) a sérült genomok a genom integritása szempontjából szükséges javítómechanizmusa.

### T4 bakteriofág DNS-polimeráz
A T4 bakteriofág egy 5’–3’ irányú DNS-szintézist katalizáló DNS-polimerázt kódol. A fág polimeráza ezenkívül 3’–5’ irányba ható exonukleázként is tud működni, s ezt az újonnan behelyezett bázisok hibajavításban és szerkesztésében használja ki. Egy hőérzékeny DNS-polimerázt tartalmazó fágon, ha a szaporodását lehetővé tevő hőmérsékleteken tenyésztették, a megfigyelések szerint kétszer gyakrabban ment végbe rekombináció, mint a nem tenyésztett fágok esetén.
Feltételezések szerint a fág DNS-polimerázában végbemenő mutációs változás stimulálhatja a templátváltást a DNS-replikáció során.

## Fordítás
Ez a szócikk részben vagy egészben  a   DNA polymerase című angol Wikipédia-szócikk ezen változatának fordításán alapul.  Az eredeti cikk szerkesztőit annak laptörténete sorolja fel. Ez a jelzés csupán a megfogalmazás eredetét és a szerzői jogokat jelzi, nem szolgál a cikkben szereplő információk forrásmegjelöléseként.